# Fondali marini di Ischia, Procida e Vivara
Fondali marini di Ischia, Procida e Vivara este o arie protejată (arie specială de conservare — SAC, sit de importanță comunitară — SCI, arie de protecție specială avifaunistică — SPA) din Italia întinsă pe o suprafață de 6.116 ha, integral marine.

## Localizare
Centrul sitului Fondali marini di Ischia, Procida e Vivara este situat la coordonatele 40°45′25″N 13°55′21″E / 40.756944°N 13.9225°E.

## Înființare
Situl Fondali marini di Ischia, Procida e Vivara a fost declarat sit de importanță comunitară în mai 1995 pentru a proteja 11 specii de animale. Alte tipuri de protecție:
- arie de protecție specială avifaunistică (în aprilie 2004)[3]
- arie specială de conservare (în noiembrie 2019)[2][4][5]

## Biodiversitate
Situată în ecoregiunea mediteraneană, aria protejată conține 4 habitate naturale: Recifuri, Peșteri marine scufundate complet sau parțial, Bancuri de nisip acoperite în permanență slab de apă marină, Straturi cu Posidonia (Posidonion oceanicae).
La baza desemnării sitului se află mai multe specii protejate:
- păsări (9): Calonectris diomedea, chirighiță neagră (Chlidonias niger), Hydrobates pelagicus, Larus argentatus, Larus audouinii, pescăruș sur (Larus canus), pescăruș negricios (Larus fuscus), pescăruș râzător (Larus ridibundus), Mergus serrator
- mamifere (1): delfin mare (Tursiops truncatus)
- pești (1): Petromyzon marinus

Pe lângă speciile protejate, pe teritoriul sitului au mai fost identificate 3 specii de plante, 7 specii de nevertebrate, 3 specii de pești.